# قلعه لبرود
قلعه لبرود مربوط به اسماعیلیه‌ است و در شهرستان دامغان، روستای آهوانو واقع شده و این اثر در تاریخ ۱۶ مهر ۱۳۷۹ با شمارهٔ ثبت ۲۸۱۴ به‌عنوان یکی از آثار ملی ایران به ثبت رسیده‌است.